# Anchieta eurydella
Anchieta eurydella är en insektsart som först beskrevs av John Obadiah Westwood 1867.  Anchieta eurydella ingår i släktet Anchieta och familjen fångsländor. Inga underarter finns listade i Catalogue of Life.